# متحف نوبل

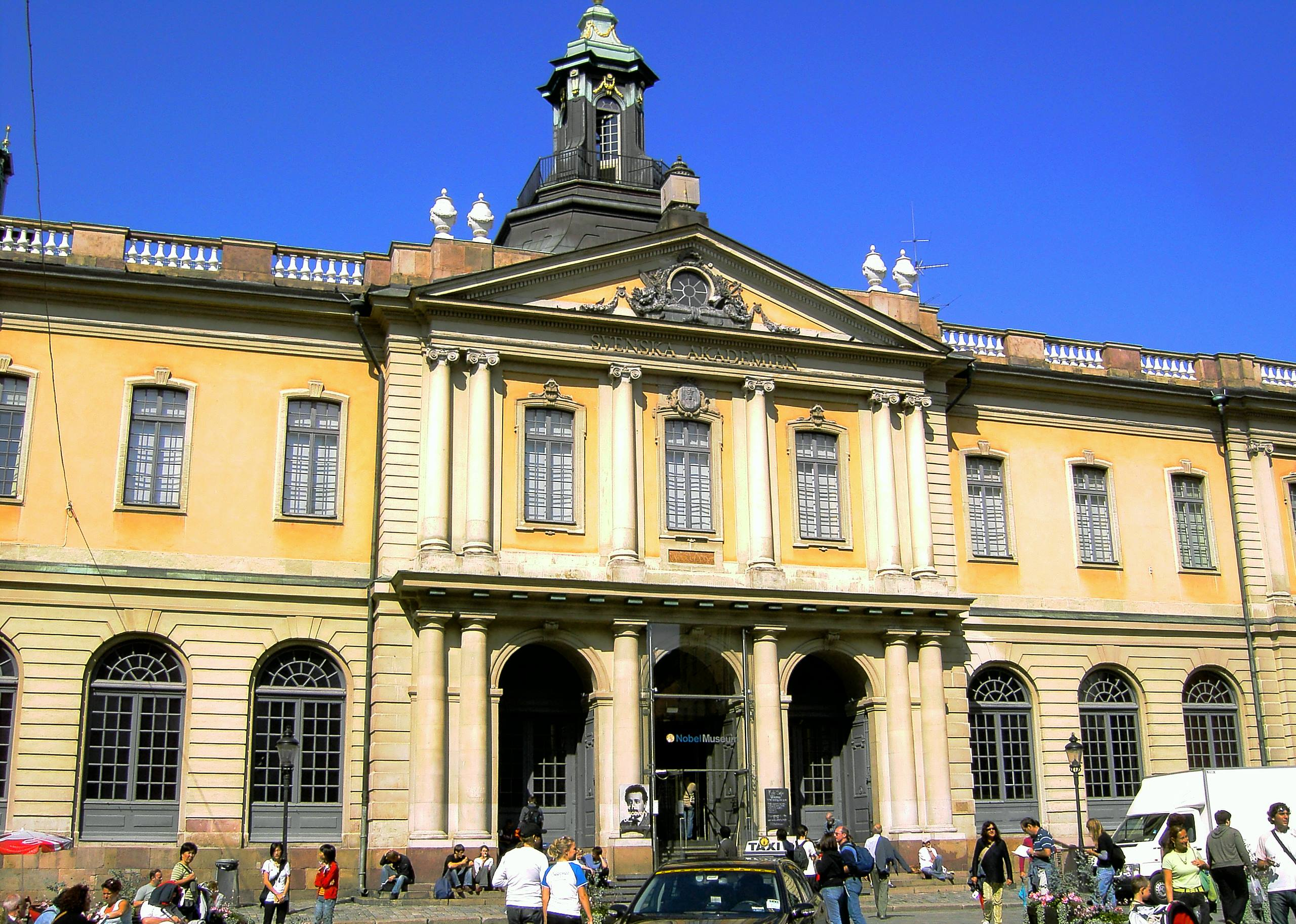
مدخل المتحف.

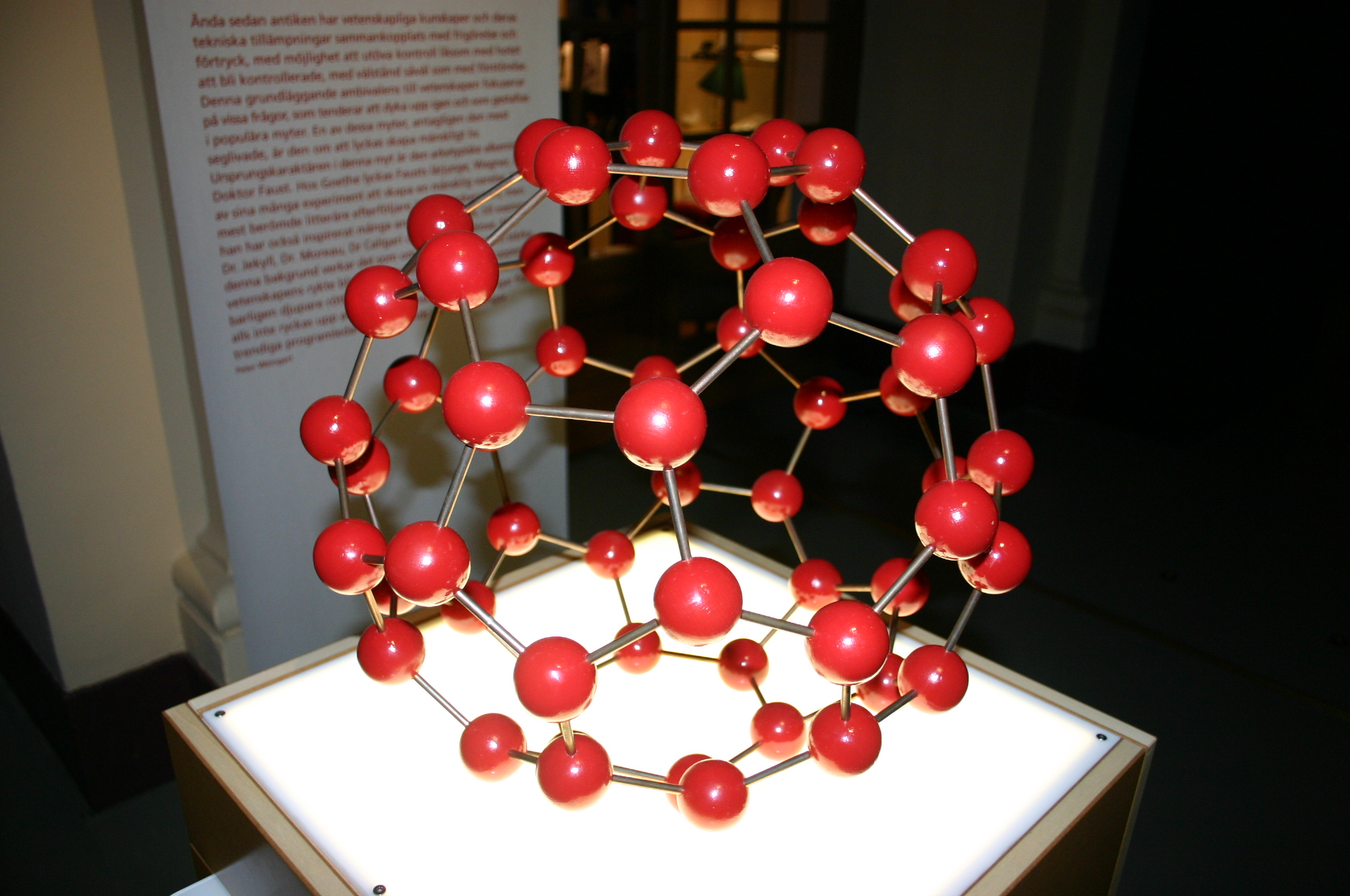
أحد المعروضات في المتحف.

متحف جائزة نوبل (بالإنجليزية: Nobel Prize Museum) هو متحف مخصص لنشر المعلومات عن جائزة نوبل وعن الحاصلين على الجائزة من عام 1901 حتى الآن. ويختص أيضا بعرض معلومات عن صاحب الجائزة ألفريد نوبل. ويقع المتحف بنفس المبنى مع الأكاديمية السويدية ومكتبة نوبل في مدينة ستوكهولم السويدية.

## استضافة في دبي
تم استضافة متحف نوبل في دبي عام 2015 لمدة شهر كامل من 30 مارس إلى 30 أبريل

## وصلات خارجية
- الموقع الرسمي نسخة محفوظة 23 مايو 2014 على موقع واي باك مشين.